# Paulus Motz

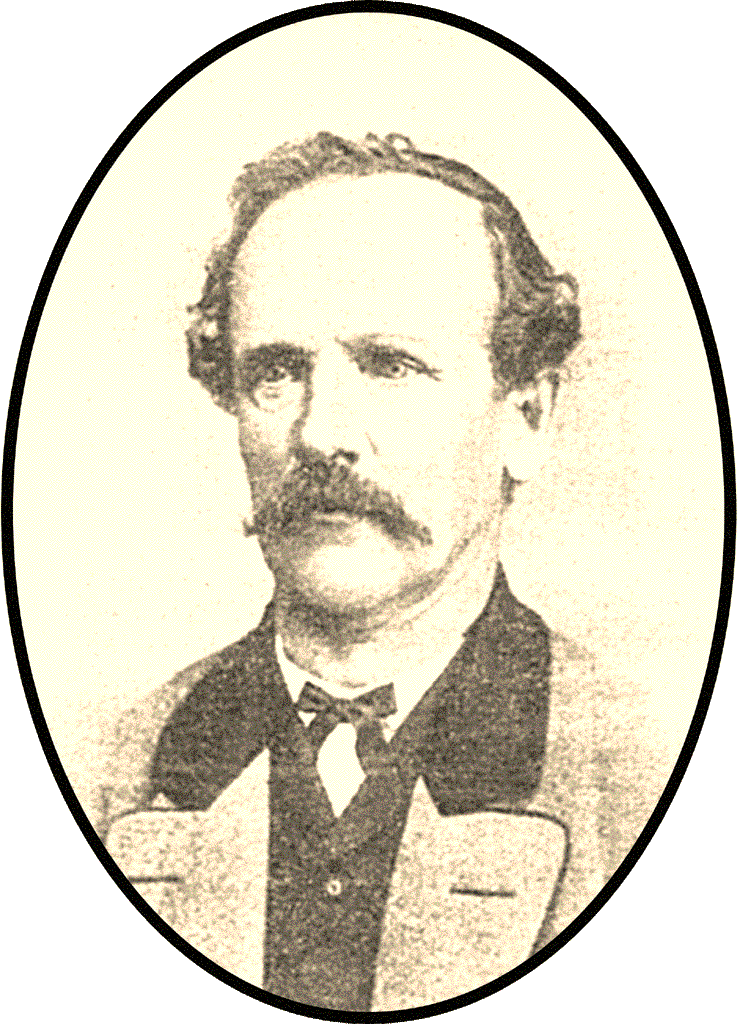
Paulus Motz um 1880

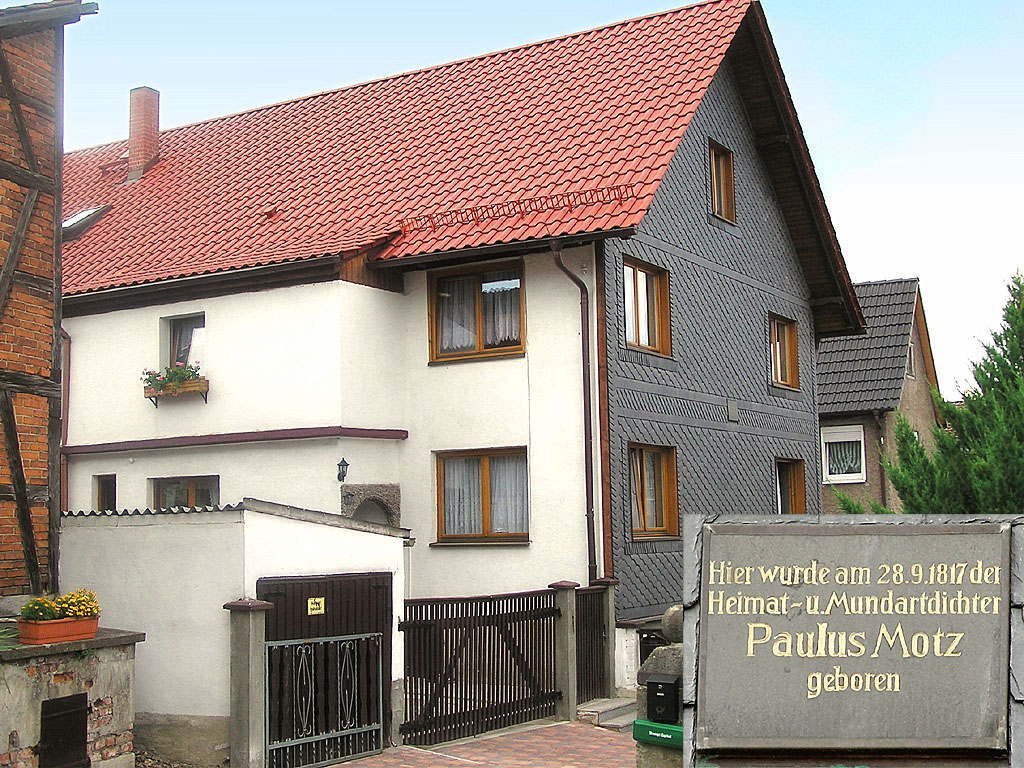
Geburtshaus, Foto von 2005

Paulus Motz (* 29. September 1817 in Ritschenhausen; † 3. Mai 1904 in Meiningen) war ein deutscher Mundartdichter des Grabfeldes und der Rhön.

## Leben
Paulus Motz wurde am 29. September 1817 als Sohn eines Landwirtes in Ritschenhausen geboren. Da er zeitig überdurchschnittliche geistige Fähigkeiten erkennen ließ, wurde er entgegen den dörflichen Gepflogenheiten vom Vater auf das Gymnasium Bernhardinum nach Meiningen geschickt. Der Wunsch des Vaters, ihn in eine geistliche Laufbahn zu bringen, ging nicht in Erfüllung, er fühlte sich sehr mit der Natur verbunden und wurde Förster.
Seit 1842 war er im Staatsdienst, zuerst in Henneberg, später in Veilsdorf (bei Hildburghausen), dann in Heinersdorf, schließlich in Heldburg und dann als Oberförster in Schmiedefeld (bei Gräfenthal). Nach einer letzten Versetzung nach Reichenbach/Saalfelder Heide, wo er von 1870 bis 1877 eine schwere Zeit erlebte, verunglückte er bei der Waldarbeit und setzte sich in Dreißigacker und letztendlich in Meiningen zur Ruhe. Paulus Motz starb am 3. Mai 1904 nach zwei Schlaganfällen im Alter von 86 Jahren.
Die ersten Gedichte schrieb er in seiner Henneberger Zeit um die Mitte des 19. Jahrhunderts, der erste Gedichtband wurde 1848 in Hildburghausen herausgegeben, schnell folgte ein weiteres Bändchen. 1925 wurde eine zweibändige Ausgabe seiner gesammelten Gedichte herausgegeben, die anlässlich seines 90. Todestages im Jahre 1995 vom Heimat- und Lindenfestverein Ritschenhausen e. V. und dem Landjugendverband Thüringen e. V. in einer anspruchsvollen Reproduktion wiederveröffentlicht wurde.

## Bedeutung

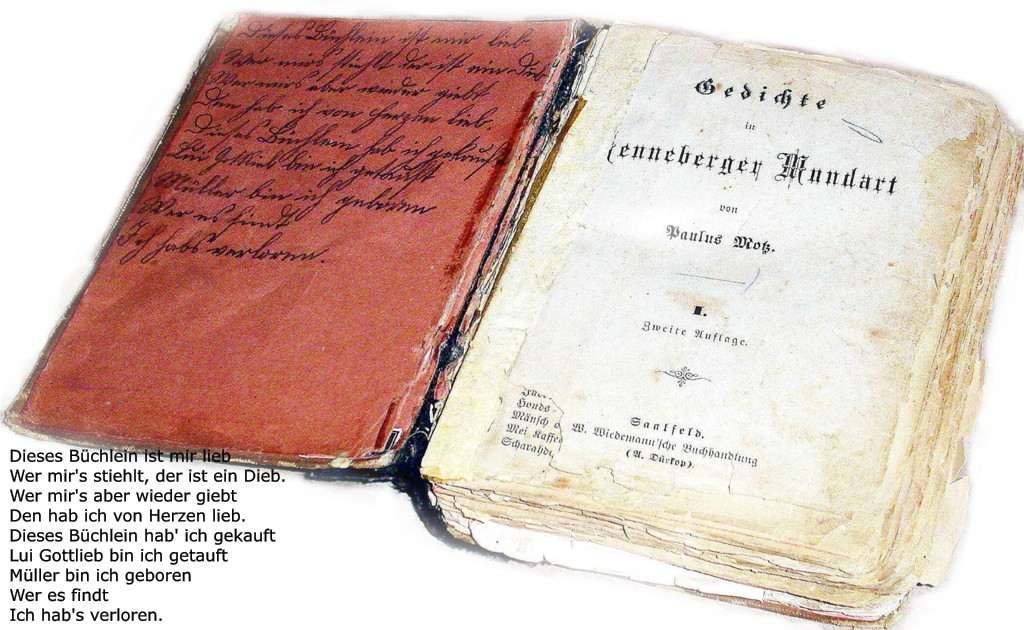
Das „Motzebüchle“

Er verfasste eine große Zahl von heiteren und besinnlichen Versen in seiner hennebergisch-fränkischen Mundart und wurde deshalb im ganzen Herzogtum Sachsen-Meiningen beliebt und bekannt. In fast jeden Haushalt der Region gehörte bis in die 1920er und 1930er Jahre ein „Motze-Büchle“, aus dem in der Zeit, da Fernsehen noch nicht bekannt und Rundfunk die Ausnahme war, an den Winterabenden und bei geselligem Beisammensein rezitiert wurde. Auch heute werden seine Verse noch in lustiger Runde zum Besten gegeben, oft werden die bekanntesten Zeilen noch auswendig aufgesagt.
In seinem Geburtsort Ritschenhausen ist die Paul-Motz-Straße nach ihm benannt.